# Из-за тебя (фильм, 1952)
«Из-за тебя» (англ. Because of You) — мелодрама с элементами фильма нуар режиссёра Джозефа Певни, которая вышла на экраны в 1952 году.
Фильм рассказывает о молодой женщине Кристине Кэрролл (Лоретта Янг), которая по вине своего жениха, оказавшегося гангстером (Алекс Никол), попала в тюрьму. После выхода на свободу она устраивается медсестрой в госпиталь, где у неё начинается роман с раненым боевым лётчиком Стивом Кимберли (Джефф Чандлер). Вскоре они женятся, и у них рождается ребёнок, однако Кристина так и не смогла рассказать мужу о своём прошлом. Когда гангстер выходит на свободу, он шантажом принуждает Кристину выступить пособницей в одном деле, во время которого он гибнет в автокатастрофе. Узнав правду о жене, Стив рвёт с ней отношения и забирает ребёнка, однако несколько лет спустя, поняв, что они по-прежнему любят друг друга, Кристина и Стив снова решают быть вместе.
Несмотря на коммерческий успех картины, критики в целом дали ей невысокую оценку, отметив излишнюю сентиментальность и логическую необоснованность многих моментов истории. Как отмечают современные критики, в самом начале фильма Лоретта Янг неожиданно показана как сексуальная блондинка, что заметно расходится с её сложившимся образом приличной хорошей девушки.

## Сюжет
В одном из калифорнийских городов импозантный Майк Монро (Алекс Никол) гуляет в ресторане со своей подругой, молодой и сексуальной блондинкой Кристин «Крис» Кэрролл (Лоретта Янг), с которой собирается оформить брак тем же вечером. Кристин, которая не так давно переехала в город с фермы в Орегоне, не знает, что Майк является гангстером, считая его бизнесменом. Когда Майку сообщают о том, что полиция направляется в ресторан, чтобы задержать его, он кладёт в сумочку Крис свёрток с деньгами, и, ничего не объясняя, просит её выйти через служебный вход и ждать его в машине. Через несколько минут Майка задерживает полиция, а сразу после этого в машине задерживают и Крис с конвертом, полученным от Майка.
Крис быстро осуждают, и она оказывается в тюрьме. Её направляют на работу в швейный цех, где она отличается усердием и примерным поведением. Через год Крис переводят в медицинский корпус на должность помощницы медсестры. Там она оканчивает курс средней школы и штудирует учебники по сестринскому делу. Через полгода работы Крис получает условно-досрочное освобождение. Выйдя на свободу, она устраивается ассистенткой медсестры в военный госпиталь в Лонг-Биче, Калифорния, под начало доктора Брина (Александер Скурби). Одним из её пациентов оказывается раненый майор ВВС Стив Кимберли (Джефф Чандлер), который происходит из богатой филадельфийской семьи. Доктор Брин сообщает Крис, что после гибели в пожаре его родителей и того, с чем он столкнулся на фронте, Стив страдает не только от физических, но и от глубоких душевных травм. Заметив, что Крис и Стив явно симпатизируют друг другу, доктор предупреждает Крис, что слишком сильное эмоциональное напряжение может привести к психическому срыву у Стива. Вскоре Крис отправляется в тюрьму к Майку, чтобы сообщить ему, что она больше не любит его и решила с ним расстаться, и хотя он как будто воспринимает это спокойно, очевидно, что ему это неприятно.
В госпиталь навестить Стива приезжает его сестра Сьюзен Арнольд (Фрэнсис Ди), которая просит Крис позаботиться об эмоциональном покое её брата. Чтобы оградить Стива от опасных для него волнений, связанных с их отношениями, Крис увольняется из госпиталя и переводится в другую больницу. Узнав об этом, Стив глубоко переживает, и как только ему разрешают покинуть больницу, он начинает обходить больницы в поисках Крис. Через некоторое время он находит её и признаётся ей в любви. Крис в ответ говорит, что тоже любит его, однако у неё не хватает смелости рассказать Стиву о своём тюремном прошлом. Стив делает ей предложение, однако она не может выйти замуж из-за ограничений условно-досрочного освобождения, срок действия которого истекает через несколько месяцев. Инспектор по удо миссис Гордон (Хелен Уоллес) советует Крис ещё до свадьбы рассказать Стиву всю правду о своём положении. Доктор Брин со своей стороны советует отложить свадьбу на несколько месяцев, пока Стив не окрепнет, чтобы принять её прошлое. Чтобы не навредить психике Стива, Крис говорит ему, что по условиям контракта с больницей она не может выйти замуж ещё в течение нескольких месяцев. Однако Стив не может терпеть и уговаривает Крис тайно пожениться в Мексике, объявив о свадьбе после окончания её контракта. В первую брачную ночь Крис признаётся, что до Стива у неё был другой мужчина, с которым она порвала все отношения. Стиву больно это слышать, однако в итоге он прощает Крис, которая так и не решается рассказать о своём тюремном прошлом. Несколько месяцев спустя Крис получает освобождение от условно-досрочного освобождения, и сразу же объявляет о своём браке. Стив становится директором авиастроительного завода в Ньюпорт-Биче, они покупают красивый дом, и вскоре у Крис рождается дочь Ким.
Три года спустя счастливую семейную жизнь Крис прерывает визит Майка, который только что вышел из тюрьмы. Пока Стив находится на работе, Майк приходит к Крис домой, и, шантажируя её прошлым, требует, чтобы она вместе с ребёнком на своей машине немедленно поехала с ним в Мексику. Когда они доберутся до места, Майк обещает отпустить её и Ким и больше их не побеспокоит. Не видя другого выхода, Крис соглашается. В тот же день они доезжают до мексиканского городка, где в одном из магазинчиков Майк получает какой-то товар, с которым намеревается вернуться в США. Несмотря на возражения Крис, Майк снова садится за руль её машины и направляется к границе, не подозревая, что за магазином следила полиция, которая теперь следует за их машиной. На скользкой ночной дороге начинается погоня, которая приводит к аварии. Майк погибает на месте, а Крис и Ким оказываются в больнице. К ним немедленно приезжает Стив, который, ожидая в коридоре возможности увидеть близких, слышит, как репортёры обсуждают былой роман Крис с Майком и её тюремное прошлое. Не выдержав напряжения, Стив убегает, исчезая на несколько дней. Затем в разъярённом состоянии он появляется в палате Крис, обвиняя её во лжи и в том, что она так и осталась сообщницей гангстера, ради которого подвергла смертельной угрозе собственную дочь. Не желая выслушивать никаких объяснений со стороны Крис, Стив немедленно подаёт на развод. Вскоре проходит суд, на котором судья признаёт брак недействительным ввиду обмана Крис, а также передаёт полную опеку над Ким Стиву без права матери видеться с ребёнком.
Выйдя из больницы, психологически подавленная Крис пытается работать медсестрой в больнице, однако эта работа навевает ей слишком болезненные воспоминания, и она увольняется. В поисках работы она приходит к своему бывшему инспектору по удо, миссис Гордон, которая предлагает ей вакансию ассистента фокусника, который гастролирует по всей стране. Пробы проходят удачно, и вскоре Крис отправляется на длительные гастроли, которые занимают несколько лет. Мастерство Крис с годами растёт, и постепенно она начинает демонстрировать фокусы под именем Волшебная леди. Однажды Крис читает в газетах, что Стив, авиастроительный бизнес которого процветает, уехал на некоторое время в командировку в Париж. Крис решает воспользоваться этой возможностью, чтобы увидеть свою семилетнюю дочь. Отпросившись на несколько дней у своего шефа, она приезжает в Филадельфию, где застаёт Ким в тот момент, когда та приезжает на празднование дня рождения к дочерям-близнецам Сьюзен. Увидев Крис, Сьюзен рассказывает, что Ким растёт грустной и замкнутой девочкой, у которой нет друзей. Хотя Стив души в ней не чает, однако он всё время занят на работе, и потому не может дать Ким нужного родительского тепла. На празднике выступает клоун, и Крис умело подыгрывает ему в одном из номеров, а затем разыгрывает номер специально, чтобы вовлечь в игру Ким. Ей это удаётся, и Ким, хотя и не узнаёт в Крис свою мать, сразу же в неё влюбляется. Несколько дней спустя Сьюзен устраивает так, чтобы на место уволившейся служанки в дом Стива временно взяли бы Крис, которая могла бы таким образом пообщаться с дочерью. Устроившись на эту работу, Крис проводит несколько дней с Ким, которая за это время превращается в весёлого жизнерадостного ребёнка, и у неё появляются друзья.
Несколько дней спустя Стив раньше времени возвращается из командировки и застает дочь в компании Крис. Не сказав ни слова, Крис собирает свои вещи и уходит, и Стив видит в окно, как Крис и Ким сердечно прощаются во дворе. После этого Ким снова впадает в депрессию, и осмотревший её врач говорит Стиву, что ребёнок нуждается в женской любви. Тем временем Стив решает жениться на своей давней и доброй подруге Розмари Болдер (Линн Робертс), которая влюблена в него. Однако в тот момент, когда они целуются в гостиной, собираясь отметить предстоящее сближение, Ким зовёт отца в спальню, показывая ему письмо от Волшебной леди. Когда по настоянию дочери Стив читает вслух это письмо, он видит, что Ким по-настоящему любит Волшебную леди. В своём письме Крис просит Ким заботиться об отце и защитить его от тяжёлых переживаний. Наблюдая за этой сценой, Розмари понимает, что Стив всё ещё любит Крис, и тихо уходит. Стив решает немедленно разыскать Крис. Прочитав адрес отправителя на конверте, он отправляется в Орегон, где обнаруживает, как Крис на ферме своих родителей обрабатывает рану телёнку. По-прежнему любящий её Стив подходит к Крис, спрашивая её, готова ли она начать всё с начала. Вне себя от счастья, Крис обнимает Стива, и они направляются через луг знакомиться с её семьёй.

## В ролях
- Лоретта Янг — Кристин Кэрролл Кимберли
- Джефф Чандлер — Стив Кимберли
- Алекс Никол — Майк Монро
- Фрэнсис Ди — Сьюзен Арнольд
- Александер Скурби — доктор Брин
- Линн Робертс — Розмари Болдер
- Гэйл Рид — Ким Кимберли в 6-летнем возрасте
- Мэй Кларк — мисс Пич / сестра Пичи
- Билли Уэйн — Джордж, шофёр / дворецкий
- Моррис Анкрум — доктор Трэвис
- Хелен Уоллес — миссис Гордон
- Гарри Мендоза — Бамбо
- Вики Рааф — Вера
- Бетти Рейли — певица
- Билл Кэссиди — пациент

## Создатели фильма и исполнители главных ролей
Джозеф Певни начал свою карьеру в кинематографе в 1946 году как актёр, а с 1950 года начал работать как режиссёр, поставив в период до 1966 года 32 фильма, среди которых фильмы нуар «Вымогательство» (1950), «Пересечь шесть мостов» (1955) и «Это случилось в полночь» (1957), биографическая драма «Человек с тысячью лиц» (1957) и комедия «Тэмми и холостяк» (1957). С начала 1960-х годов Певни работал в основном на телевидении, где прославился постановкой некоторых их лучших эпизодов фантастического сериала «Звёздный путь» (1967—1968).
В 1948 году Лоретта Янг завоевала «Оскар» как лучшая исполнительница главной роли в романтической комедии «Дочь фермера» (1947), а в 1950 году была номинирована на «Оскар» в этой же категории за комедию «Приходи в конюшню» (1949). Начав сниматься в кино в 5-летнем возрасте в 1917 году, Янг сыграла в общей сложности в 95 фильмах, среди которых также драма «Герои на продажу» (1933), романтические мелодрамы «Вход для персонала» (1933) и «Крепость человека» (1933), фильм нуар «Чужестранец» (1946), а также фэнтези-комедия «Жена епископа» (1947). С 1953 по 1961 год Янг была ведущей, а также исполнительницей главной роли в популярном телесериале-альманахе «Письмо к Лоретте». Этот сериал принёс актрисе три праймтаймовые премии «Эмми» и ещё пять номинаций на эту премию.
Джефф Чандлер был номинирован на «Оскар» за роль второго плана в вестерне «Чёрная стрела» (1950). За свою кинокарьеру, охватившую период с 1945 по 1961 год, Чандлер сыграл в 53 фильмах, наиболее значимыми среди которых были фильмы нуар «Джонни О’Клок» (1947), «Брошенная» (1949) и «Пересечь шесть мостов» (1955), военная драма «Два флага Запада» (1950), а также криминальная драма «Человек в тени» (1957) и военная драма «Мародеры Меррилла» (1962).

## История создания фильма
Рабочим названием этого фильма было «Волшебная леди» (англ.  Magic Lady).
Хотя в новостях «Нью-Йорк Таймс» от 13 октября 1951 года и «Голливуд Репортер» от 31 октября 1951 года сообщалось, что сценарий был написан совместно Тельмой Робинсон (англ. Thelma Robinson) и Джорджем Хейтом (англ. George Haight), большинство других источников и в экранных титрах в качестве сценаристов указаны Робинсон и Кетти Фрингс (англ.  Ketti Frings).
Актёры Филип Ван Зандт и Гарри Мендоса (англ. Harry Mendoza), которые играют в фильме двух фокусников, действительно в своё время работали фокусниками.
В мае 1953 года фокусница Джеральдин Ларсен (англ.  Geraldine Larsen) подала в суд иск против Universal на 250 тысяч долларов за то, что студия якобы использовала без согласования её сценический псевдоним «Волшебная леди», а также скопировала её костюм и манеру выступления. Ларсен утверждала, что связь её сходства с криминальным персонажем была для неё «унизительна» и привела к «публичному презрению». Она также попросила о судебном запрете на демонстрацию фильма до тех пор, пока персонаж не будет удален. Согласно сообщению «Голливуд Репортер» от июня 1953 года, дело было направлено в Верховный суд штата. Хотя точное решение по этому делу неизвестно, персонаж «Кристина» ни разу не называется «Волшебная леди» на протяжении всего фильма.
Фильм находился в производстве с 21 апреля по конец мая 1952 года и вышел на широкие экраны в ноябре 1952 года.

## Оценка фильма критикой
После выхода картины на экраны кинообозреватель «Нью-Йорк Таймс» Босли Краузер дал ей невысокую оценку, отметив, что это «слезоточивый фильм», в котором действия главных героев направлены лишь на то, чтобы «растопить мягкие и доверчивые сердца» зрителей без какого-либо логического обоснования происходящего. Назвав фильм «смесью абсурда и сентиментальности», Краузер пишет, что «одно страстное возбуждение следует в нём за другим, не обращая внимания на разум», и в итоге «всё складывается аккуратно и нелогично». По мнению критика, «актёрская игра и режиссура такие же скучные и бесхитростные, как и сценарий, и вся картина обладает вялой слабостью кинодрамы самого низкого ментального плана». Как в итоге заключает Краузер, «не ждите объяснений или серьёзной критики этого фильма. Он просто отрицает первое, впрочем, как и второе». По словам критика, «единственное, что здесь интригует — это возможность понаблюдать, какими откровенными идиотами иногда могут быть леди и джентльмены в некоторых фильмах».
Современный критик Хэл Эриксон, отметил, что «поклонники Лоретты Янг были несколько ошеломлены первыми сценами фильма, в которых Янг предстает в роли дерзкой, раскованной блондинки Кристин Кэрролл».